# Lugrotrawler
Lugrotrawler – statek rybacki powstały z połączenia trawlera z lugrem. Przystosowany do połowów zarówno (za pomocą włoków i pławnic) ryb dennych, jak i pelagicznych (pływających w toni wodnej). 
Lugrotrawler jest zazwyczaj mniejszy od trawlera, a od lugra różni się głównie większą mocą silnika potrzebną do trałowania. Możliwość połowu tymi dwiema metodami pozwala na użytkowanie i połowy z tego typu statków przez cały rok.
Na początku lat pięćdziesiątych XX wieku w gdańskiej Stoczni Północnej zbudowano serię 63 lugrotrawlerów typów B 11 i B 17 (nazywano je ptaszkami, bo nosiły nazwy ptaków), z których pięć zatonęło w sztormie (zabierając ze sobą 32 rybaków) z powodu wad konstrukcyjnych.
Kadłub jednej z tych jednostek (ex „Cietrzew”) posłużył do zbudowania jachtu Zawisza Czarny.